# Europa Point Stadium
L'Europa Point Stadium est un projet de stade de football à Gibraltar. Sa capacité prévue était de 8 066 places, et il aurait accueilli les rencontres à domicile de l'Équipe de Gibraltar de football en lieu et place du Victoria Stadium.
Annoncé en 2014 pour une ouverture prévue en 2016, le projet fait face à une opposition forte de la part de la population locale et est annulé durant l'année 2016.

## Histoire
Porté par le cabinet d'architecte RFA Fenwick Iribarren Architects et présenté en février 2014 par la fédération, le site choisi pour l'Europa Point Stadium alors est le Punta de Europa (en anglais, Europa Point), le point le plus méridional de Gibraltar,. Prévu pour atteindre la catégorie 4 des critères UEFA, il aurait dû remplacer le Victoria Stadium qui pas aux normes de l'UEFA avec seulement 5 000 places. L'entrée de la sélection gibraltarienne dans l'Union des associations européennes de football rendant impossible son utilisation dans le cadre des compétitions officielles. Le sélectionneur d'alors, Allen Bula, déclare ainsi que « l'objectif est d'avoir 10 000 places dans le stade, ce qui est bien plus que les 8 000 requises par l'UEFA ».
Le projet rencontre cependant rapidement des difficultés, avec notamment une vive opposition des habitants qui ne souhaitent pas voir un stade occuper un des rares espaces de terrains libres du territoire. Il est ainsi finalement annulé au cours de l'année 2016 au profit d'une rénovation du Victoria Stadium.